# Hrvaćani (gmina Kotor Varoš)
Hrvaćani (cyr. Хрваћани) – wieś w Bośni i Hercegowinie, w Republice Serbskiej, w gminie Kotor Varoš. W 2013 roku liczyła 248 mieszkańców.